# 哈奈根
哈奈根是伊拉克的城市，位於該國東部，由迪亞拉省負責管轄，毗鄰與伊朗接壤的邊境，海拔高度183米，每年降雨量351毫米，1990年人口60,800，居民大多數是庫爾德人。

## 外部連結
- KurdishGlobe article.[永久]